# 家變 (1977年電視劇)
《家變》（英語：A House Is Not A Home），香港電視廣播有限公司製作長篇電視劇，於1977年8月1日首播，共110集，監製葉潔馨、梁淑怡。本劇平均收視達57點，成為tvb1977年全年收視冠軍。

## 概述
本劇是無綫電視第三套長篇連續劇。
其中由汪明荃所飾演女強人洛琳一角，形象深入民心，亦因此奠定其在連續劇一姐地位。洛琳髮型更風靡一時，成為不少女士模仿對象。
出版業殿堂級人物施養德看過本劇後靈機一觸，仿效劇中洛琳創辦現實版『清秀出版社』及『清秀雜誌』，並邀請飾演洛琳的汪明荃出任創刊號封面主角，成為一時佳話。
此劇在香港首播時最高收視率直達95%，後由黃日華、翁美玲所主演的《射鵰英雄傳》所打破，為香港史上第三多觀眾收看的連續劇。
此劇曾於1989年3月、1997年10月至1998年2月，逢星期一至五下午14:05-15:05重播。

## 故事大綱
故事講述1970年代的香港，建築業發展蓬勃，但背後隱藏不少危機。由於淡水供應不足，不少建築商人為了節省成本，會使用海水來製作混凝土。這種混凝土建造的樓宇，俗稱「鹹水樓」，強度不夠，而海水中的鹽分是會加速樓宇中鋼材料的鏽蝕，容易變成危樓。另一方面官商勾結，不少政府官員亦會向發展商苛索賄賂，以掩飾他們知道「鹹水樓」的真相。
洛輝(白文彪飾)是"華輝建築公司"的老闆，早年娶妻袁興雲（鄧碧雲飾）誕下兩女一子、長女幸楠(陳嘉儀飾)嫁與新界鄉紳甘家，次女幸美(黃愷欣飾)任職教師，幼子華（任達華飾）從英國學成歸來。但華受到英國當時的玩樂文化所影響，跟興雲朋友施李慕容（李香琴飾）的兒子施政(駱應鈞飾)，經常結伴遊樂（其實是同性戀關係）。雲甚溺愛華，包庇華的所有錯誤。
另外，洛輝亦在外同一舞女懿德（南紅飾）成家，生下兩女，長女琳（汪明荃飾）。袁興雲早知此事，但輝一直未有再提，早埋沒在心中，直至輝有一次生日宴會，琳堅持送禮物雨傘一把，興雲發覺，引起兩家的糾紛。
在兩家的中間，亦有輝的好朋友大銀行家何庭芳(亦為洛琳契爺)與他的律師兒子，在兩家中任緩衝的角色。但雲早對這何庭芳仇恨甚深。
一次，華開罪了一個攝影師，同時該攝影師亦欠下琳所經營的雜誌社錢，故把華的「艷照（依當時七十年代的尺度言）」登在琳的雜誌中，使輝向琳大興問罪之師，雲更被氣至遠到大嶼山暫避，輝幾經辛苦把雲勸回來。
在洛輝的事業中，正如以上所說，他興建的樓宇，買通了政府的助理屋宇測量師，以作包庇，甚至通風報信，後來屋宇測量師欲洗手不幹但被女伴騙光錢財，剛好被廉政公署拘捕，在人財兩空之下指證洛輝，使輝被廉政公署拘捕。輝保釋期間, 趁心臟病住院休養時, 漏夜潛逃台灣。
洛輝失踪後，建築公司及酒樓交予洛幸楠之夫馬進友等人打理, 惟眾人另有所圖, 視公司為提款機, 予取予攜, 導致影響出品質素, 生意不斷虧本。 洛琳在契爺提議下接下父親的爛攤子，分身不暇之下雜誌社遂交給妹妹洛敏打理。經過一連串難關後，公司亂局總算穩定下來。
洛琳最初因家母患病，從而認識張克倫醫生(金興賢飾)，兩人成為情侶，其後因洛琳忙於打理她的清秀雜誌，亦因為張克倫不滿洛琳事業心過重，感情無疾而終，而張克倫改為鍾情於洛幸美，二人成為夫妻。一次洛琳為清秀雜誌作過一次訪問，對象是在政府當則師的詹伯林(朱江飾)，訪問之後兩人漸生情愫，成為情侶，但當時詹還未與其妻子Sophie(林建明飾)離婚，其後一次詹與Sophie共乘一車，因Sophie的魯莽行為導致車禍，詹更因此失去右腳，洛琳得知此事後，仍主動要求照顧詹，詹亦決定與洛琳結婚。但洛琳一次因為華輝的大工程，指使阿成幫手偷了霍氏公司的文件，詹認為洛琳野心太大，最後決定離開她。
懿德因急性胃出血入院，洛輝得悉後非常擔心，決定持偽造日本護照返港，結果在香港機場被捕。輝在法庭承認行賄及行使假護照兩罪，被判即時入獄十二個月，但最後因獄中行為良好，提早出獄。
最後洛輝出獄後不久突然病逝，袁興雲與洛琳兩家和解。

## 花絮
- 本劇在播放之時，為收宣傳之效，在播放到洛先生失踪之後，在全香港多份報紙的頭版刊登全版尋人廣告，指他的家人對他很是掛念，並叫他見報請給他們聯絡。這一次宣傳活動，在香港造成很大的震撼。
- 鄧碧雲本來不再拍電影，處於半退休狀態，本劇監制葉潔馨在訪問中表示，因為與鄧碧雲之女雷靄然是在港台工作時的舊同事，故在雷靄然的協助下，成功邀請鄧碧雲東山復出，其後接拍《季節》，令她晚年的戲劇生涯再創高峰。

## 演員表

### 正室家庭
| 演員   | 角色         | 關係                                                                              |
| 白文彪 | 洛 輝        | 建築公司老闆 袁興雲、王懿德之夫 洛幸楠、洛幸美、洛華、洛琳、洛敏之父 馬進友之岳父 |
| 鄧碧雲 | 袁興雲       | 洛輝之原配 洛幸楠、洛幸美、洛華之母 洛琳、洛敏之大媽 馬進友之岳母                 |
| 陳嘉儀 | 洛幸楠       | 洛輝、袁興雲之大女 洛幸美、洛華之姊 馬進友之妻 洛琳、洛敏之同父異母之姐           |
| 夏 雨  | 馬進友       | 洛幸楠之夫 洛輝、袁興雲之女婿                                                     |
| 黃愷欣 | 洛幸美       | 洛輝、袁興雲之次女 洛幸楠之妹 洛華之姊 洛琳、洛敏之同父異母之姐                   |
| 金興賢 | 張克倫       | 洛幸美之夫 洛輝、袁興雲之女婿                                                     |
| 任達華 | 洛 華(Louis) | 洛幸楠之弟 洛輝、袁興雲之子 洛幸楠、洛幸美之弟 同性戀者                           |
| 伍淑霞 | 阿 好        | 女傭                                                                              |

### 妾侍家庭
| 演員   | 角色         | 關係                                                               |
| 南 紅  | 王懿德       | 舞女 洛輝之妾侍 洛琳、洛敏之母 洛幸楠、洛幸美之細媽                |
| 汪明荃 | 洛 琳(Lisa)  | 洛輝、王懿德之大女 洛幸楠之同父異母之妹 洛幸美、洛華之同父異母之姐 |
| 徐美玲 | 洛 敏(Jenny) | 洛輝、王懿德之幼女 洛幸楠、洛幸美之同父異母之妹                    |
| 馬笑英 | 三 婆        | 女傭                                                               |
| 譚炳文 | 王蔭德       | 王懿德之弟                                                         |
| 陳立品 | 黃老太       | 王懿德、王蔭德的細嫲                                               |
| 江 毅  | 王重貴       | 洛琳、洛敏之叔公                                                   |
| 羅 蘭  | 阿 娟        | 王蔭德前妻                                                         |

### 其他演員
- 李香琴 飾 施李慕蓉 (袁興雲死黨)
- 駱應鈞 飾 施　政 MIKE (施李慕蓉之子)
- 朱　江 飾 詹伯林 (政府則師)
- 林建明 飾 SOPHIE (詹伯林前妻；D&T公關主任)
- 歐陽莎菲 飾 (詹伯林母親)
- 何貴林 飾 EDDIE HO (歌星)
- 金　雷 飾 朱全發 (警司, 酒樓股東之一)
- 黃　新 飾 甘廣開 (新界下旗嶺村鄉紳；馬進友生父；酒樓股東之一,司職副總經理)
- 鄧美美 飾 甘　太 (甘廣開之妻)
- 盧大偉 飾 區尚宇 (製衣商人)
- 談泉慶 飾 羅　仔,又稱來哥 (區尚宇之生意拍檔)
- 梁小玲 飾 LULU (羅仔女友,時裝公司買手)
- 吳　桐 飾 何庭芳 (洛輝多年好友；著名銀行家)
- 何廣泰 飾 何　堅 (何庭芳之子；任職律師)
- 杜　平 飾 唐就滿 (袁興雲之表姪；酒樓業務經理)
- 黃文慧 飾 楊夢嬌 (唐就滿同居女友)
- 駱　恭 飾 馬有財 (馬進友之父；經營屋宇設備生意)
- 葉　萍 飾 馬老太 (馬進友之母)
- 石　修 飾 嚴守正 (廉署人員)
- 洋 飾 (廉署人員)
- 周潤發 飾 何嚴明 (廉署人員)
- 高　崗 飾 羅Sir (廉署人員)
- 游佩玲 飾 (廉署人員)
- 謝月美 飾 瓊　姑 (白牌司機)
- 佩　雲 飾 張太太 (張克倫之嬸母)
- 李鵬飛 飾 張先生 (張克倫之叔叔)
- 鄭孟霞 飾 四　嬸 (張克倫之四嬸)
- 許淑嫻 飾 張　太 (張佐治之妻)
- 韋以茵 飾 (張佐治之女)
- 余家倫 飾 陳兆強 (廉署臥底, 於華輝建築公司任職辦公室助理)
- 梁碧玲 飾 NANCY廖 (洛輝秘書)
- 李國麟 飾 朱文正 (華輝建築公司辦公室職員)
- 羅國維 飾 張百祈 (華輝建築公司營業主任)
- 鄭有國 飾 姚　喬 (華輝建築公司會計主任)
- 馬劍棠 飾 蕭再然 (建築物條例執事處助理屋宇測量師)
- 朱瑞棠 飾 鍾偉森 (蕭再然之上司)
- 施　明 飾 LILY CHAN (蕭再然之女友)
- 鄭子敦 飾 陳　伯 (LILY父親)
- 羅浩楷 飾 甄　雄 (LILY男友, 任職飛機師)
- 葉尚華 飾 莊子飛 (LILY丈夫, 兩人在瑞士結婚)
- 陳劍雲 飾 湯　伯 (洛輝得力助手,地盤總管)
- 余慕蓮 飾 阿　明 (甘廣開家傭)
- 張活游 飾 霍棟財 (洛輝朋友兼行家；金滿樓舖位業主)
- 江　濤 飾 周日成 (王重貴之小學同學；酒樓帳房職員,後擢升至副經理及股東)
- 楊又祥 飾 (裝修公司職員)
- 陳　泉 飾 泉　叔 (漁民)
- 梁　愛 飾 阿　銀 (泉叔之妻)
- 嚴秋華 飾 蝦　仔 (泉叔及泉嫂之子)
- 高妙思 飾 THERESA (洛敏朋友)
- 陳榮峻 飾 收數佬
- 李志中 飾 黃先生 (閨秀雜誌老總)
- 黃植森 飾 宋　培 (閨秀雜誌及清秀出版社之營業主任/經理)
- 鍾濟琛 飾 易少佳 SAM (閨秀雜誌及清秀出版社之攝影師)
- 鄺君能 飾 老　蔡 (閨秀雜誌社之美術主任)
- 盧少慈 飾 JOYCE (清秀雜誌社職員)
- 樓南光 飾 方　天 (清秀雜誌社攝影師)
- 梁蘭思 飾 PAM (宋培女友)
- 藍　天 飾 呂　剛 (金滿樓大廚)
- 何柏光 飾 (金滿樓買手)
- 何璧堅 飾 邵金強 (金滿樓會計)
- 關　鍵 飾 老　彭 (金滿樓營業部職員)
- 曾楚霖 飾 阿　丁 (金滿樓貨倉職員)
- 徐廣林 飾 阿　來 (金滿樓侍應)
- 曹　濟 飾 阿　祥 (金滿樓部長)
- 鄭大衛 飾 (金滿樓開幕賓客之一)
- 賴建國 飾 賴建國 (金滿樓開幕剪綵嘉賓之一)
- 梁克遜 飾 1.譚先生 (金滿樓核數師) 2.曾先生 (霍棟財的建築公司助手)
- 葉夏利 飾 曾先生 (餐廳老闆; 張克倫醫生之病人)
- 李家鼎 飾 梁　壽 (地盤工人)
- 余子明 飾 邵老闆 (電器店老闆)
- 周　吉 飾 卜山人 (風水佬)
- 鄭則仕 飾 包富貴 (風水佬)
- 胡美儀 飾 1.(SOPHIE的護士) 2.(小學校長)
- 上官玉 飾 藍姑娘 (洛輝私家看護)
- 盧　遠 飾 趙博士 (愛心醫院主席)
- 蕭　亮 飾 李漢明 (洛幸楠主診醫生)
- 劉麗詩 飾 (愛心醫院病童)
- 馬慶生 飾 1.華督察 (朱全發同僚) 2.朱　哥 (廠商存貨收買佬)
- 莊文清 飾 NANCY (酒店櫃檯職員)
- 劉雅麗 飾 (旅行社櫃檯職員)
- 張英才 飾 劉大佳 (詹伯林同事)
- 林嶺東 飾 羅友定 (詹伯林同事)
- 徐　克 飾 劉易士 (私家偵探)
- 西瓜刨 飾 梁先生 (解籤佬)
- 譚新源 飾 細　蝦 (洛輝囚友)
- 麥皓為 飾 詹伯林的下属

## 製作人員
- 故事：陳韻文
- 編劇：陈韵文、少　雅、譚　嬣、杜良媞、陳　方、舒　琪
- 劇本審閱：劉天賜
- 劇本編訂：金炳興
- 外景攝影：林國華
- 外景剪接：容永如、陳偉酬、胡大為
- 外景燈光：伍越年、呂星文
- 外景錄音：唐志遠
- 外景場記：黃元美
- 外景劇務：施澤、成大業
- 廠景劇務：溫少江
- 資料搜集：何慧珠、尹潤芳
- 外景聯絡：郭錦明、勞美韶
- 化妝：陳文輝
- 髮飾：李慧英
- 服裝聯絡：蔡賢聰
- 服裝管理：關美莉
- 動畫：李森、梁漢明
- 攝影：林楊德、梁漢民、邱景生
- 佈景資料：陳鑽開
- 助理佈景設計：梁家文、蘇定姬
- 佈景設計：李漢威、李景文
- 美術主任：梁振強
- 製作統籌：任　潔
- 助理編導：賴水清、馮焯鎏、李偉雄、蕭鍵鏗、賴建國、林　權、吳一帆、劉仕裕
- 編導：沈月明、招振強、李添勝、徐　克、林嶺東、林　權
- 監製：葉潔馨、梁淑怡

## 外部連結
- 無綫電視官方網頁 - 家變（页面存档备份，存于）
- 《家變》 GOTV 第1集重溫

| 英屬香港 無綫電視翡翠台 翡翠劇場 · 星期一至五 19:05-20:00 | 英屬香港 無綫電視翡翠台 翡翠劇場 · 星期一至五 19:05-20:00 | 英屬香港 無綫電視翡翠台 翡翠劇場 · 星期一至五 19:05-20:00 |
| --------------------------------------------------------- | --------------------------------------------------------- | --------------------------------------------------------- |
|                                                           | 家變 （1977年8月1日 - 1977年12月30日）                    |                                                           |
| 大報復 （1977年5月1日 - 1977年7月29日）                   | 大亨 （1978年1月2日 - 1978年4月28日）                     |                                                           |